# Canton d'Antibes-Biot
Le canton d'Antibes-Biot est une ancienne division administrative française, située dans le département des Alpes-Maritimes et la région Provence-Alpes-Côte d'Azur.

## Composition
Le canton d'Antibes-Biot se composait d’une fraction de la commune d'Antibes et d'une autre commune. Il compte 38 899 habitants (population municipale) au 1er janvier 2012.
| Nom                 | Code Insee | Intercommunalité    | Population (dernière pop. légale)               |
| ------------------- | ---------- | ------------------- | ----------------------------------------------- |
| Antibes (chef-lieu) | 06004      | CA Sophia Antipolis | Fraction : 28 845(2012) Commune : 75 731 (2014) |
| Biot                | 06018      | CA Sophia Antipolis | 9 976 (2014)                                    |

## Histoire
Le canton d'Antibes-Biot a été créé par le décret du 31 janvier 1985 (division du canton d'Antibes-Nord, qui disparait, et du canton d'Antibes-Centre, qui demeure).
Il a été supprimé en 2014 (création du Canton d'Antibes-1 et du Canton d'Antibes-2).

## Représentation

### Ancien canton d'Antibes-Nord
(créé en 1973 (décret du 16 août 1973) - Dédoublement du canton d'Antibes.
| Date d'élection | Identité     | Parti             | Qualité                                                               |
| --------------- | ------------ | ----------------- | --------------------------------------------------------------------- |
| 1973-1985       | Pierre Merli | DVG puis UDF-Rad. | Haut fonctionnaire Maire d'Antibes (1971-1995) - Sénateur (1980-1988) |

### Canton d'Antibes-Biot (1985 à 2015)
| Date d'élection       | Identité     | Parti        | Qualité                                                               |
| --------------------- | ------------ | ------------ | --------------------------------------------------------------------- |
| 1985-1988 (démission) | Pierre Merli | UDF-Rad.     | Haut fonctionnaire Maire d'Antibes (1971-1995) - Sénateur (1980-1988) |
| 1988-2001             | Henry Pricco | UDF-Rad.     | Horticulteur à Biot, adjoint au maire d'Antibes                       |
| 2001-2015             | Éric Pauget  | RPR puis UMP | Directeur de camping, adjoint au maire d'Antibes                      |

## Démographie
| 1990   | 1999   | 2006   | 2011   | 2012   |
| ------ | ------ | ------ | ------ | ------ |
| 33 066 | 35 410 | 39 200 | 38 494 | 38 899 |